# Arroyo Cerezo
Arroyo Cerezo (en castellà), també conegut popularment com El Royo, és un llogaret del municipi de Castellfabib, a la comarca del Racó d'Ademús (País Valencià).

## Geografia
Està situat a la part més occidental de la comarca, al límit entre els territoris d'Aragó i Castella - la Manxa. El nucli d'Arroyo Cerezo s'assenta a la part més elevada del Racó d'Ademús, a un 1.340 msnm a l'altiplà situat als peus de la Muela del Royo i a la vora dreta del rierol del Regajo. Esdevé doncs el nucli de població més elevat del País Valencià. Tot i l'elevació, el terreny és pla i la disponibilitat hídrica permet el conreu de les terres d'Arroyo Cerezo.
Prop del llogaret està el pic de la Creu dels Tres Regnes (1.555 msnm), on confluïxen els antics regnes d'Aragó, Castella i València. Aquesta muntanya s'emmarca en els darrers contraforts dels Monts Universals.
El clima és fred i propi de les terres elevades, amb llargs i rigorosos hiverns, així com curts i frescs estius. Les plutges són escasses i les gelades freqüents.

## Demografia
A mitjan segle xix tenia uns 200 habitants, 51 cases en 1860, volum que va mantenir estancat per sobre dels 200 residents fins a 1950, amb un màxim censal de 265 l'any 1900. Posteriorment es va iniciar un ràpid descens de població i com a conseqüència aquesta s'ha vist reduïda a 33 habitants en 1991 i 39 1996, xifres que almenys dupliquen els efectivament residents. A 2011 hi viuen 15 habitants.

## Patrimoni
El llogaret d'Arroyo Cerezo es disposa en tres nuclis o barris diferenciats: el Barrio de Arriba, Barrio del Medio i el Barrio de Abajo. Al Barrio del Medio està situada la modesta Església parroquial de Sant Joaquim i Santa Bàrbara del segle xvii i d'estil neoclàssic mesclada amb la típica de la comarca. L'antiga escola, actualment consultori mèdic, es troba al Barrio de Abajo, i a meitat camí entre els barris de Abajo i del Medio es troba el cementeri.

## Festes
Les Festes Majors del llogaret se celebren a l'agost, els dies 18, 19 i 20 d'agost en els quals es treuen els sants patrons en processó i s'organitzen actes populars i religiosos. Al mes de maig se celebren els tradicionals Mayos.